# Park Mon Repos
Mon Repos (ros. Монрепо́, fr. Mon Repos – „mój odpoczynek”) – angielski park krajobrazowy w północnej części skalistej wyspy Twerdysz, niedaleko Wyborga (obwód leningradzki) w Rosji. Park leży wzdłuż linii brzegowej zatoki Zasitnaja i zajmuje około 161 hektarów.

## Historia
Okres rozkwitu Mon Repos związany jest z prezesem Petersburskiej Akademii Nauk Ludwiga Heinricha Nicolaia, który nabył majątek w 1788 roku, po czym zajął się jego rozbudową. Dawny dwór drewniany został przebudowany w stylu klasycyzmu według projektu włoskiego architekta i przyjaciela Ludwiga Heinricha Nicolaia – Josepha Martinelliego.
W 1873 roku w parku został ustawiony pomnik bohatera mitologii fińskiej Väinämöinena (głównej postaci skandynawskiego poematu epickiego Kalevala), trzymającego na kolanach kantele. Autorem projektu pomnika był fiński rzeźbiarz Johannes Takanen. Pomnik zaginął po zakończeniu wojny zimowej (1939-1940) pomiędzy ZSRR a Finlandią. W 2007 roku w parku została ustawiona kopia utraconego pomnika, autorstwa Konstantina Bobkowa.
Na terenie parku znajduje się wyspa Ludwigstein – nekropolia rodziny Nicolai, nazywana „wyspą zmarłych”. W pierwszej połowie XIX wieku na wyspie powstała nieduża kaplica w stylu neogotyckim, nosząca nazwę Ludwigsburg. Przekształcenie wyspy w rodzinny grobowiec doprowadziło do podjęcia środków mających na celu ochronę pochówków przed licznymi mieszkańcami odwiedzającymi park. Zamiast drewnianego mostu wybudowanego przez wąską i płytką cieśninę w 1798 r.  od lat 20. XIX w. zaczęła działać przeprawa promowa, dostępna tylko dla ówczesnych właścicieli parku i uruchomiana tylko w dni pogrzebów.  
W okresie sowieckim prom został zastąpiony drewnianym mostem. Pod koniec XX wieku most został rozebrany. Wyspa Ludwigstein pozostaje zamknięta dla zwiedzających.

## Galeria

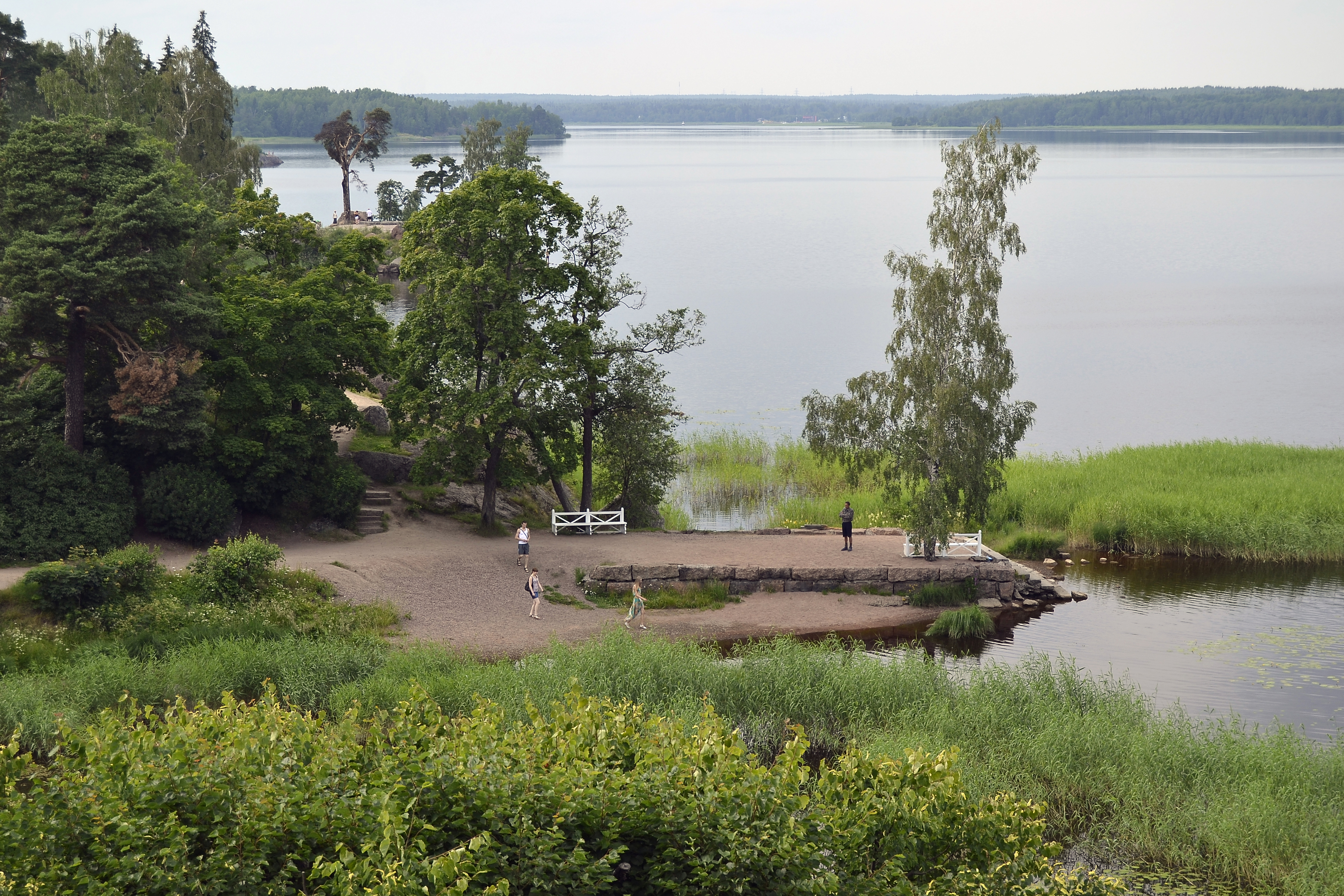
Molo w zatoce Zasitnaja
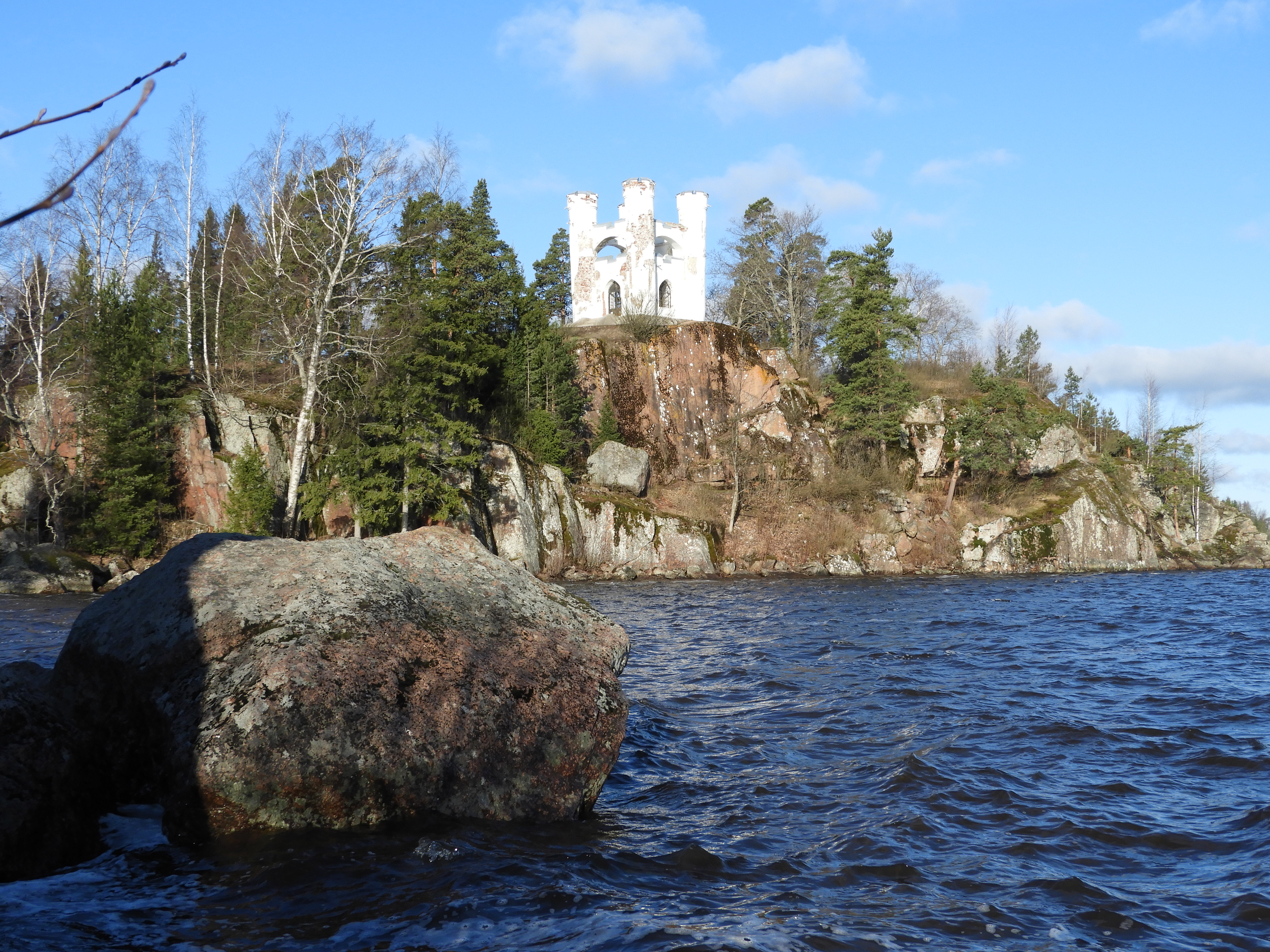
Wyspa Ludwigstein z kaplicą Ludwigsburg
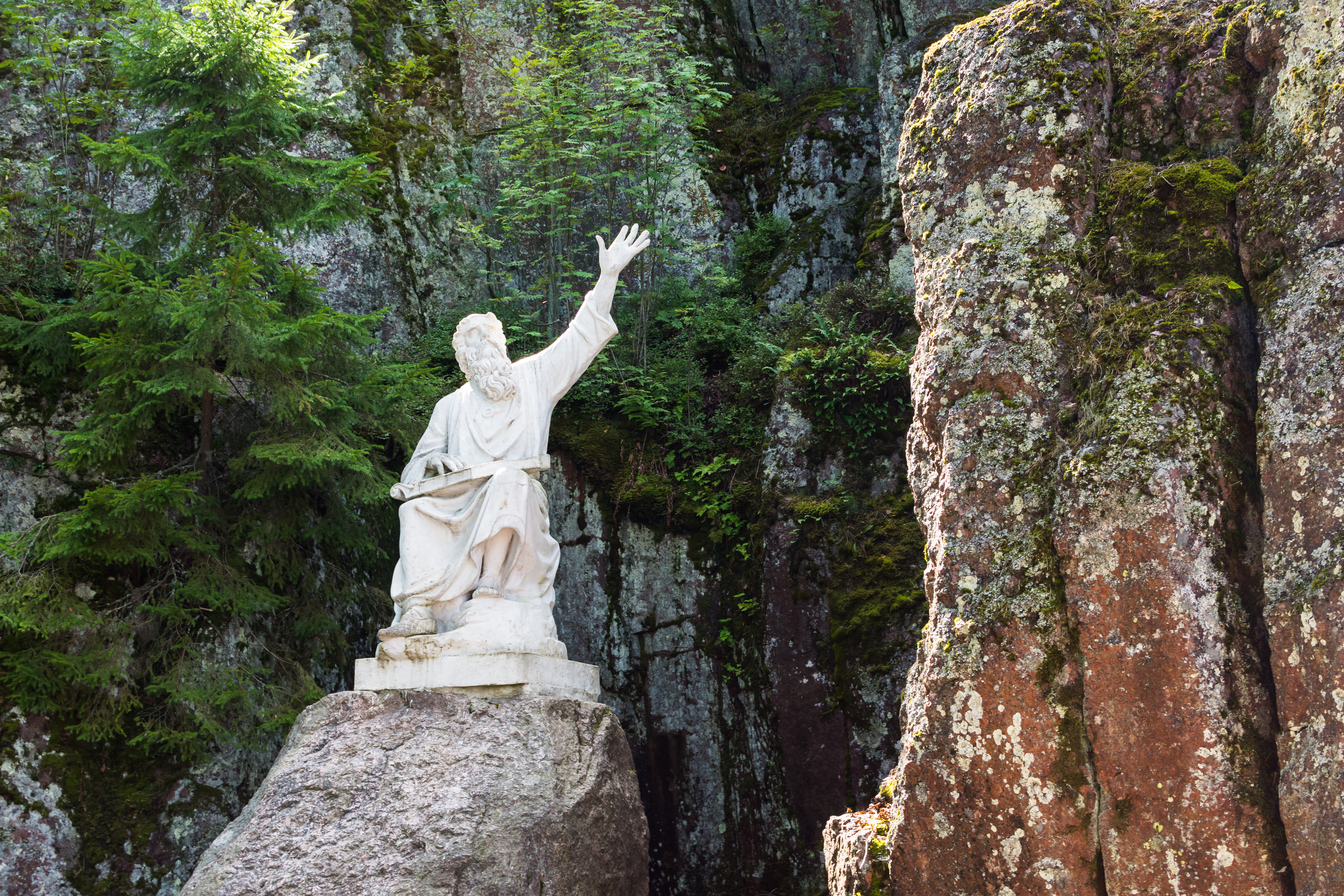
Pomnik Väinämöinena
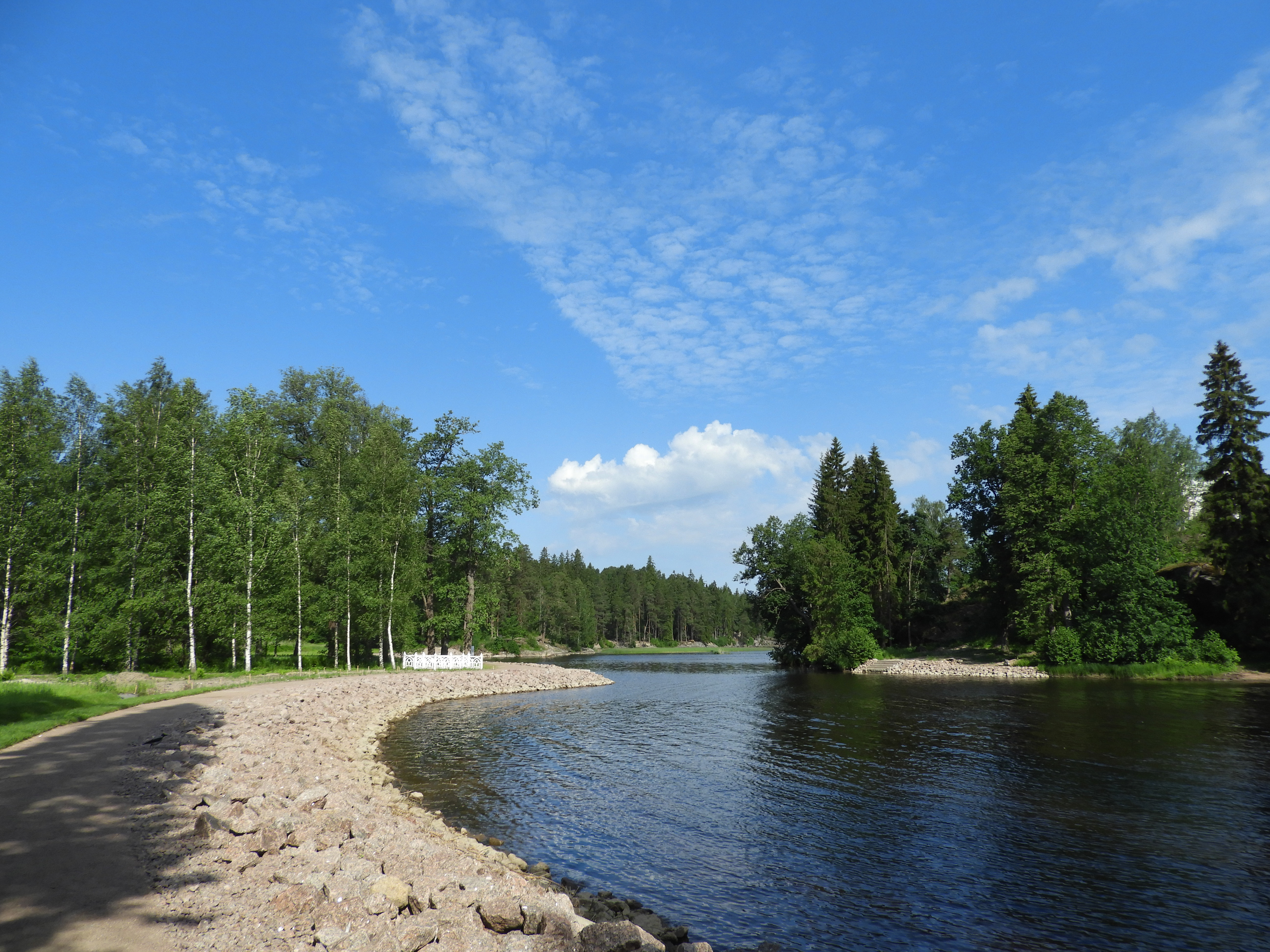
Grobla naprzeciwko wyspy Ludwigstein
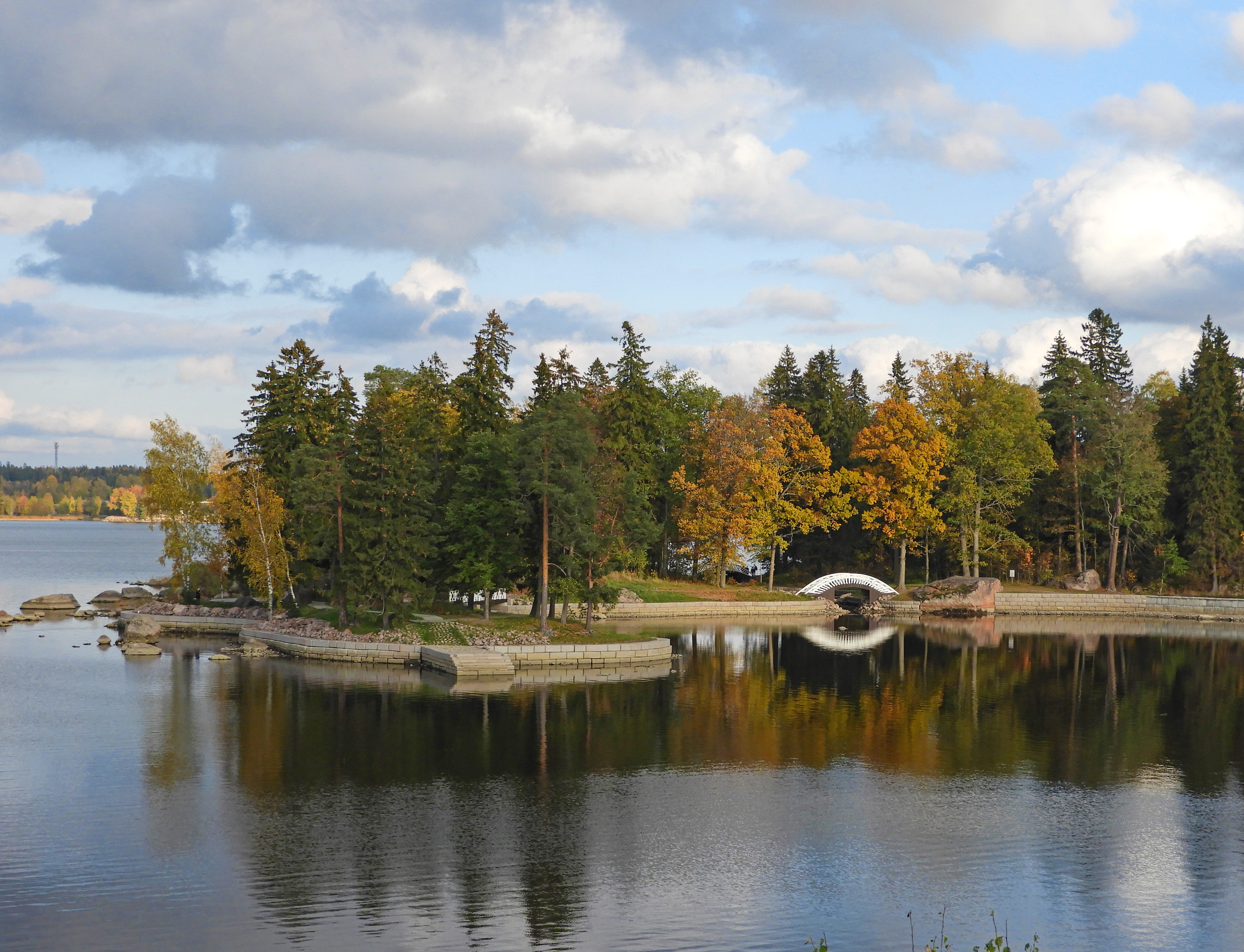
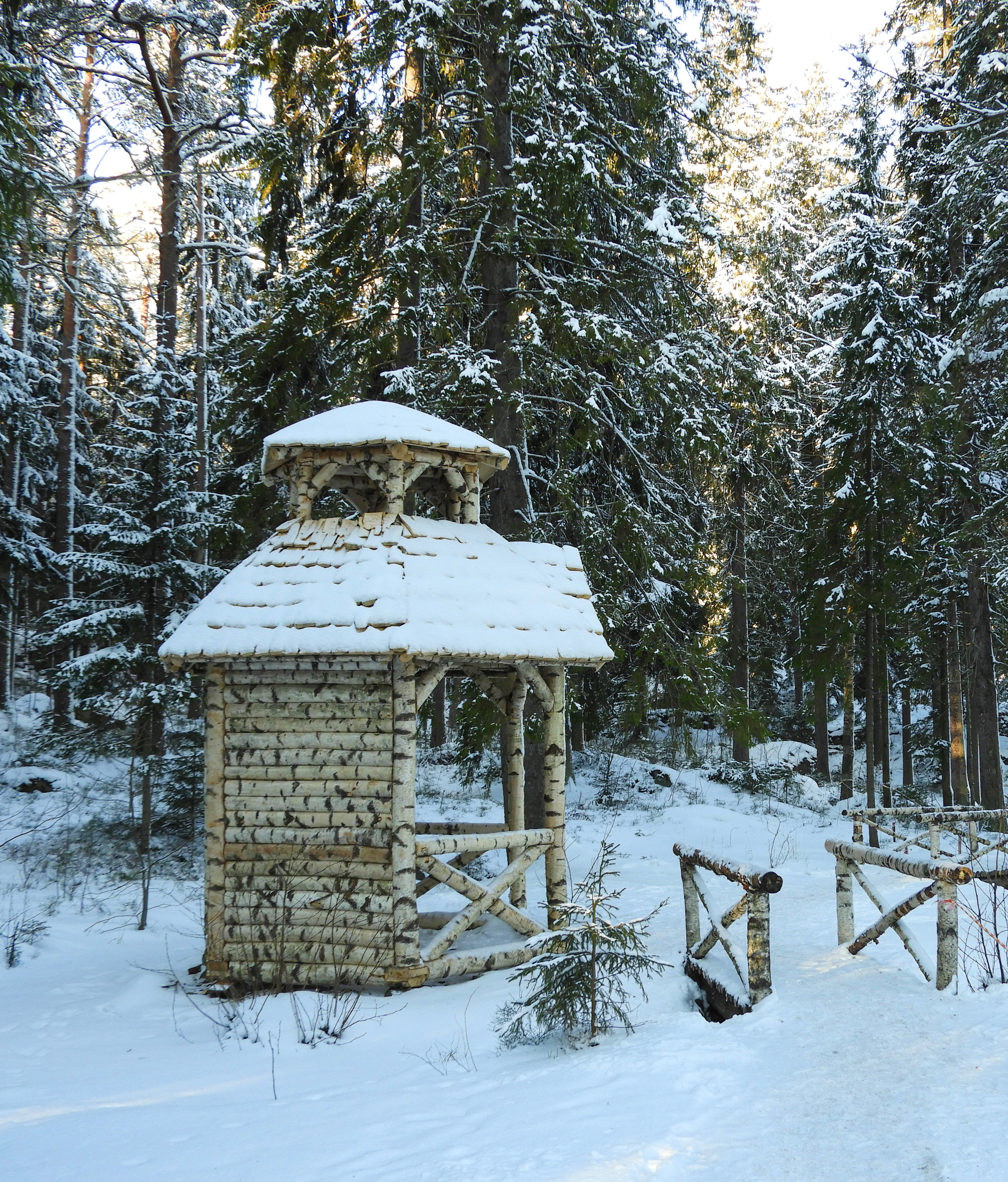
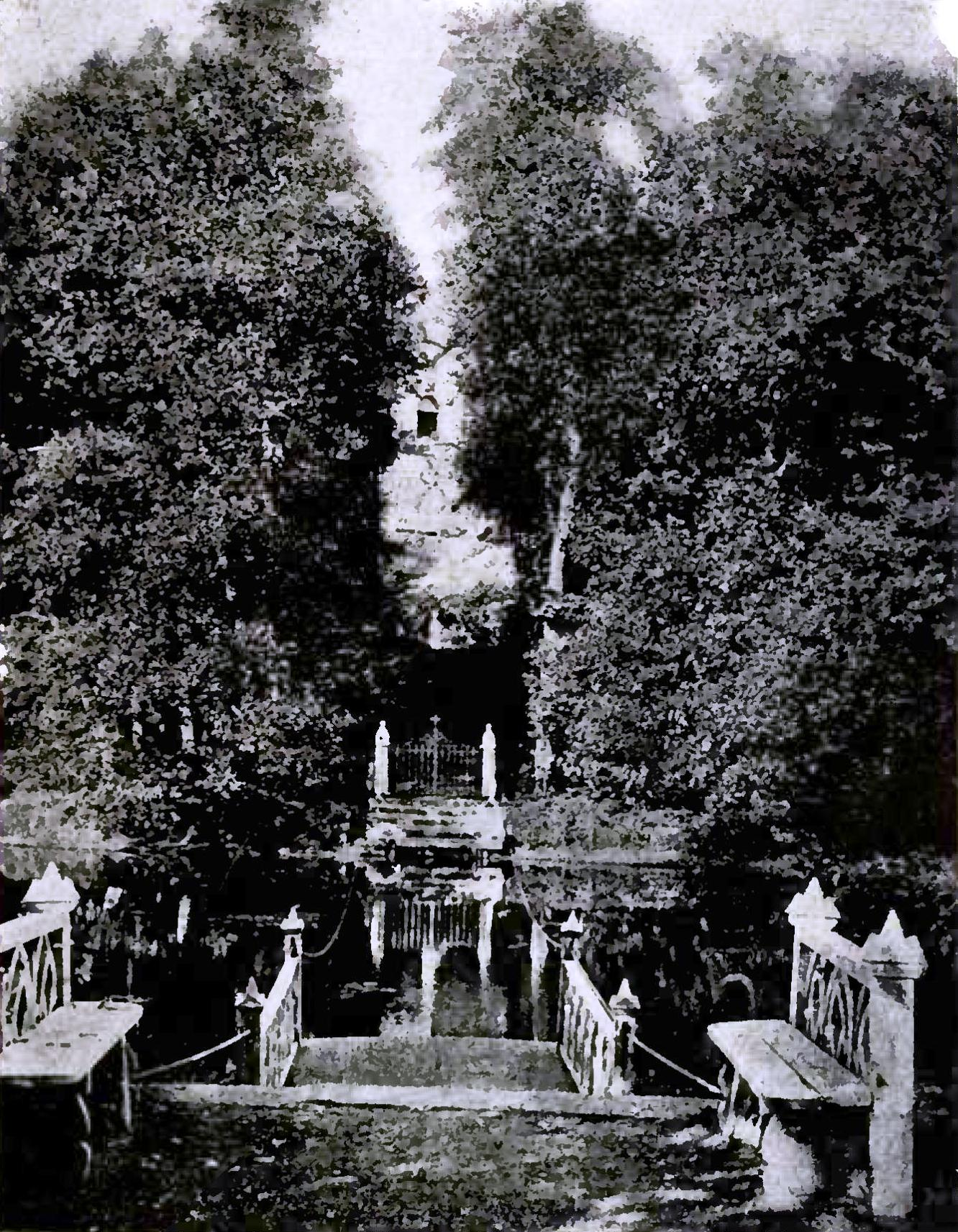
Przeprawa na wyspę Ludwigstein przez zatokę na początku XX wieku
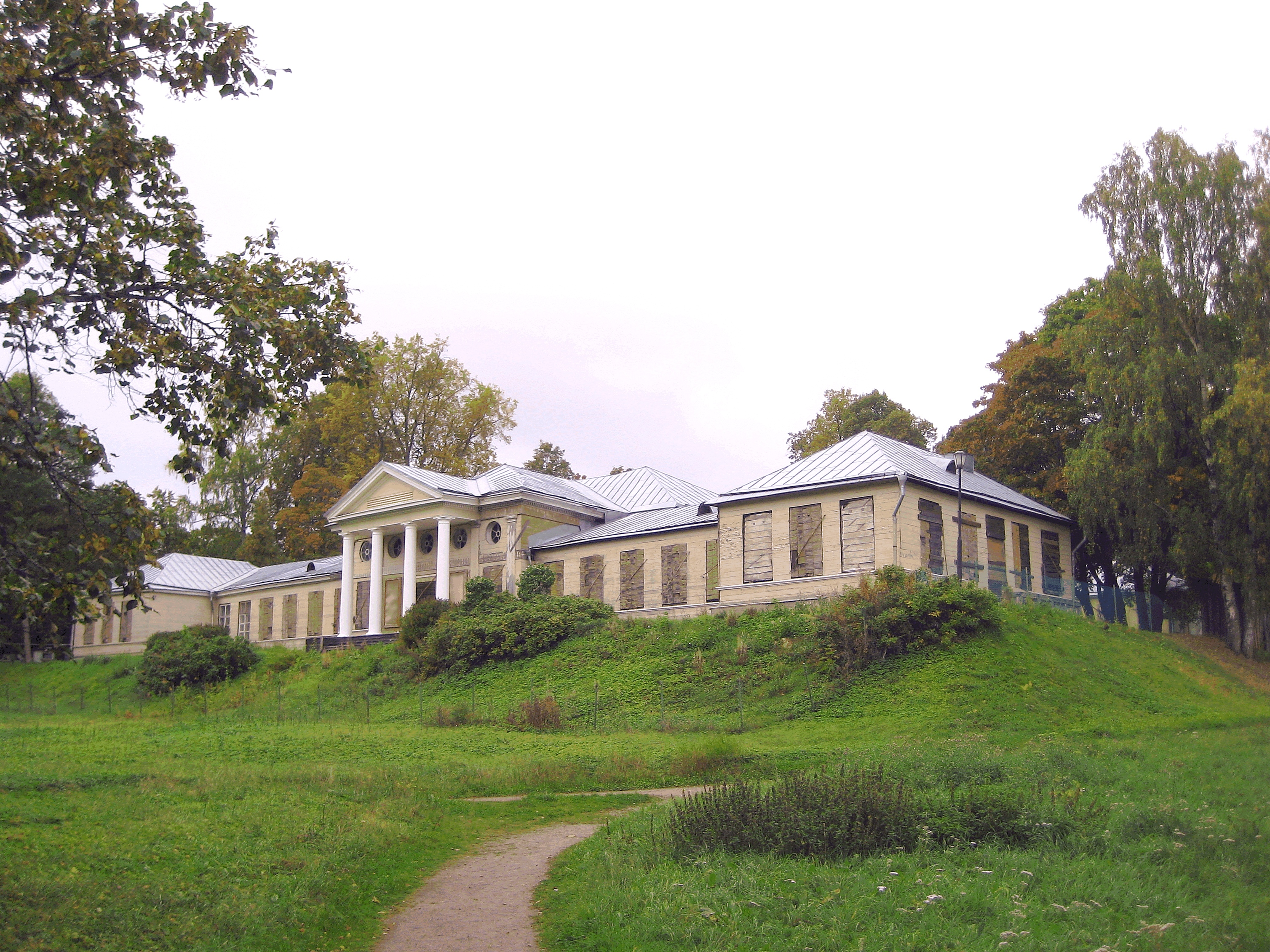
Rezydencja rodziny Nicolai
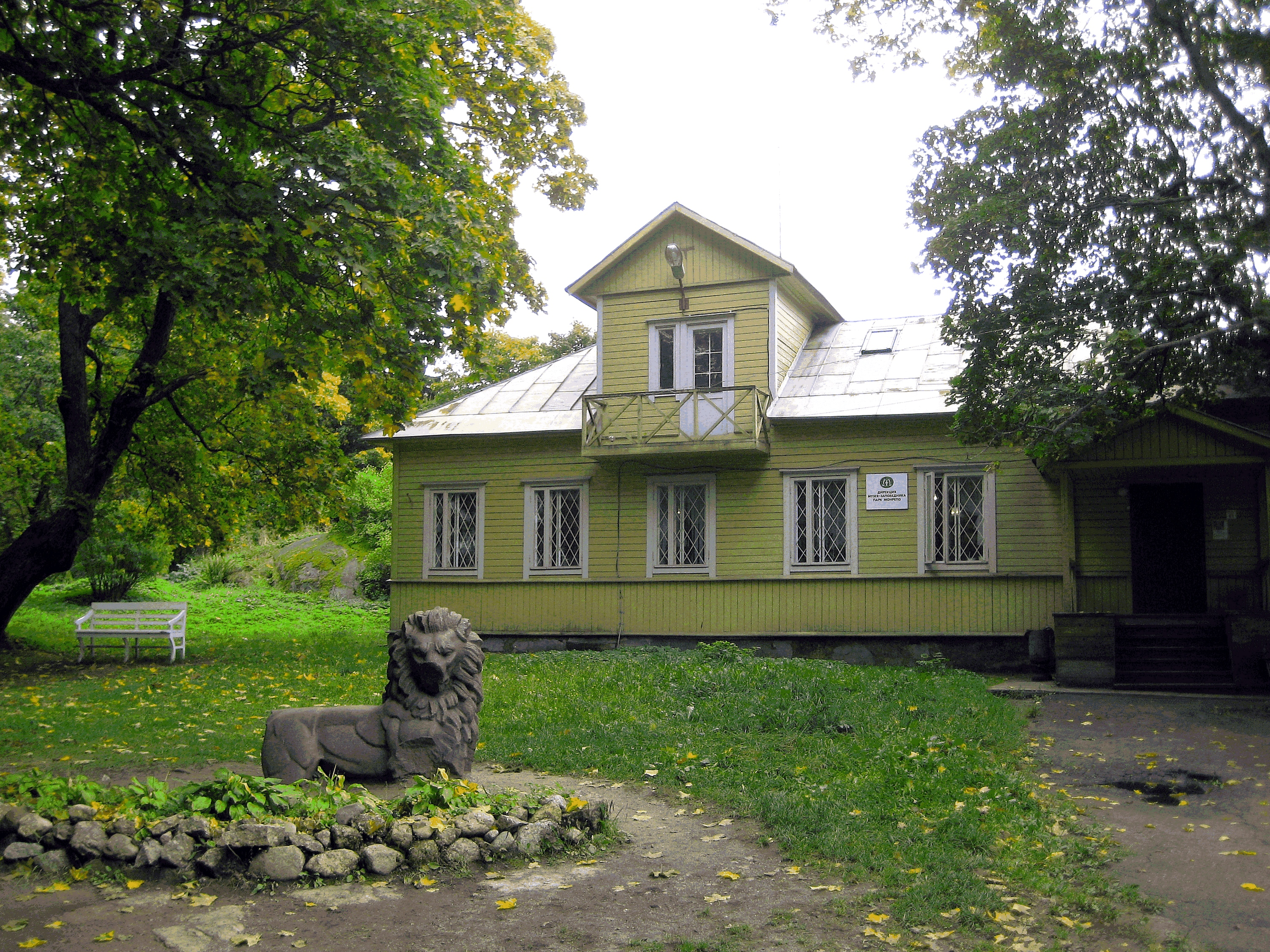
Budynek dyrekcji parku